# Haemonchus contortus
Haemonchus contortus, auch Roter Magenwurm oder Gedrehter Magenwurm genannt, ist ein Parasit, der den Labmagen von Schafen und Ziegen befällt.

## Verbreitung
In einer überregionalen Auswertung von 775 pathologisch-anatomischen Untersuchungen von Schafen im Jahr 2005 wurden bei 47,2 Prozent der Tiere Entzündungen des Magen-Darm-Trakts festgestellt. Meist waren Parasiten die Ursache. Unter den Fadenwürmern ist dabei der Haemonchus contortus der wichtigste Vertreter. Infektionen sind in Mitteleuropa bei Schafen und Ziegen besonders verbreitet und er wird häufig nach Magen-Darm-Erkrankungen mit Todesfolge nachgewiesen.

## Merkmale
Die Farbe des Parasiten ist rötlich braun. Er gehört zu den Fadenwürmern in die Familie der Trichostrongylidae. Der Wurm ist zwei bis drei Millimeter lang. Die Würmer sind sehr fruchtbar mit Eiausscheidungen von über 100 pro Gramm Kot. Sie leben von Gewebebestandteilen und Blut.

## Lebenszyklus
Der Entwicklungszyklus beträgt zwei bis drei Wochen. Die im Magen-Darm-Trakt ausgeschiedenen Eier werden mit dem Kot der Wirtstiere ausgeschieden. Danach werden vier Larvenstadien durchlaufen. Die dritte Larve wird vom Wirtstier aufgenommen und nistet sich danach aktiv in die Schleimhautzellen ein. Dort häutet sie sich innerhalb weniger Tage zur vierten Larve. Diese häutet sich zum adulten Magenwurm, welcher an der Schleimhautoberfläche parasitiert und der Entwicklungszyklus beginnt von neuem.
Der Parasit besitzt die Fähigkeit, im Wirt seine Entwicklung zu unterbrechen und in einem sogenannten Dauerstadium über einen längeren Zeitraum in der Schleimhaut zu verbleiben. Welche Entwicklung die Larven nehmen, wird vor allem von der Umgebungstemperatur, aber auch von der Immunitätslage des Wirtstiers und dem Herdenmanagement des Betriebs beeinflusst. Die Schafe und Ziegen infizieren sich hauptsächlich auf der Weide und nur selten durch Stallfütterung. Die Kothaufen werden während der Beweidung zertreten und dadurch werden die Larven verteilt.
Die dritten Larven sind überwinterungsfähig, wobei besonders kurze milde Winter zu hohen Überlebensraten führen. Dadurch gibt es eine erste Phase mit hohen Infektionsraten direkt nach dem Weideaustrieb. Weitere folgen im Spätsommer durch die Infektion der Jungtiere und im Spätherbst durch den erhöhten Larvenbesatz nach mehrmaliger Beweidung. Muttertiere scheiden durch den Stress während der Trächtigkeit, Geburt und Laktation erhöht Larven aus, die bei den besonders leicht empfänglichen Jungtieren zu erhöhten Infektionsraten führen.

## Klinik, Diagnose
Erkrankte Tiere sind weniger lebhaft und trotten hinter der Herde her. Sie bleiben in Entwicklung und Wachstum zurück und fressen weniger. Mit fortschreitender Erkrankung werden sie anämisch, was sich an den blassen Schleimhäuten besonders an den Augen gut erkennen lässt. Durch den Plasmaeiweißverlust kommt es im Endstadium zu einem Kehlgangsödem und teilweise zeigen die Tiere eine erschwerte Atmung. Bei einer reinen Haemonchus-contortus-Infektion bleibt der Kot fest und trocken, ist aber durch die Beimengung von Blut dunkel bis schwärzlich. Erkrankte Tiere können nach wochenlangem unbehandeltem Krankheitsverlauf festliegen und verenden.
Das Blutbild zeigt einen verminderten Hämatokrit, eine Leukopenie sowie durch die gestörte Eiweißverdauung eine Hypalbuminämie. 1000 Würmer verursachen ungefähr 50 Milliliter Blutverlust pro Tag. Dabei sind in der Magenschleimhaut punktförmige, nadelstichartige Blutgerinnsel sichtbar. Durch die Zerstörung der Belegzellen kommt es zu verminderter Säureproduktion im Magen. Durch den Anstieg des pH-Werts ändert sich die Zusammensetzung der Darmbakterien und dadurch werden die Verdauungsabläufe behindert.

## Vorbeugung, Bekämpfung
Bei Verdacht auf eine Infektion sollte zuerst der Kot parasitologisch auf Wurmeier untersucht werden. Aufgrund der schubweisen Ausscheidung ist dabei eine entsprechend große Sammelprobe aus mindestens jedem zehnten Tier zu nehmen. Nach Feststellung des Erregers wird empfohlen die Tiere am Tag der Entwurmung bei ausreichender Wasserversorgung nicht mehr zu füttern und morgens zu entwurmen. Wenn die befallenen Tiere erst nachmittags wieder fressen können, führt das zu einer längeren Verweildauer des Entwurmungsmittels im Magen-Darm-Trakt, womit die Wirksamkeit erhöht wird. Gleichzeitig lässt sich so Resistenzen vorbeugen.
Daneben lässt sich der Infektionsdruck durch entsprechendes Weidemanagement vermindern. Am sichersten sind neu angesäte Weiden. Aber auch eine erste Schnittnutzung und danach nur noch einmalige Beweidung mit Schafen oder Ziegen senkt das Infektionsrisiko erheblich.